# Ján Švehlík
Ján Švehlík (ur. 17 stycznia 1950 w Lovčy) – słowacki piłkarz i trener, reprezentant Czechosłowacji.

## Kariera klubowa
Švehlík rozpoczął swoją przygodę z futbolem w 1969 w Slovanie Bratysława, ówczesnym zwycięzcy Pucharu Zdobywców Pucharów. Już w pierwszym sezonie w barwach tej drużyny został mistrzem Czechosłowacji. Tytuł mistrzowski zdobył także w sezonach 1973/74 oraz 1974/75. Ponadto dołożył do tego puchar Czechosłowacji w sezonie 1973/74. Trzykrotnie uczestniczył także w przegranych przez Slovan finałach krajowego pucharu w sezonach 1969/70, 1971/72 i 1975/76. 
W 1976 został na rok wypożyczony do drużyny Dukli Praga. Pomógł nowej drużynie w zdobyciu mistrzostwa kraju w sezonie 1976/77. Po tym sukcesie powrócił do Slovana. Druga przygoda z macierzystym zespołem nie była tak obfita w sukcesy. Udało się zdobyć wraz ze Slovanem Puchar kraju w sezonie 1981/82. Łącznie przez 12 lat gry dla drużyny z Bratysławy zagrał w 285 ligowych spotkaniach, w których strzelił 78 bramek. W 1982 wyjechał do Belgii, gdzie grał w KSC Hasselt. W tym klubie zakończył w 1983 karierę piłkarską.
| Sezon   | Klub              | Kraj           | Rozgrywki                     | Mecze | Bramki |
| ------- | ----------------- | -------------- | ----------------------------- | ----- | ------ |
| 1969/70 | Slovan Bratysława | Czechosłowacja | Československá futbalová liga | 1     | 0      |
| 1970/71 | Slovan Bratysława | Czechosłowacja | Československá futbalová liga | 22    | 2      |
| 1971/72 | Slovan Bratysława | Czechosłowacja | Československá futbalová liga | 27    | 13     |
| 1972/73 | Slovan Bratysława | Czechosłowacja | Československá futbalová liga | 24    | 0      |
| 1973/74 | Slovan Bratysława | Czechosłowacja | Československá futbalová liga | 30    | 11     |
| 1974/75 | Slovan Bratysława | Czechosłowacja | Československá futbalová liga | 30    | 13     |
| 1975/76 | Slovan Bratysława | Czechosłowacja | Československá futbalová liga | 29    | 9      |
| 1976/77 | Dukla Praga       | Czechosłowacja | Československá futbalová liga | 12    | 0      |
| 1977/78 | Slovan Bratysława | Czechosłowacja | Československá futbalová liga | 19    | 3      |
| 1978/79 | Slovan Bratysława | Czechosłowacja | Československá futbalová liga | 27    | 8      |
| 1979/80 | Slovan Bratysława | Czechosłowacja | Československá futbalová liga | 18    | 2      |
| 1980/81 | Slovan Bratysława | Czechosłowacja | Československá futbalová liga | 29    | 8      |
| 1981/82 | Slovan Bratysława | Czechosłowacja | Československá futbalová liga | 28    | 9      |
| 1982/83 | KSC Hasselt       | Belgia         | Eerste klasse                 |       |        |

## Kariera reprezentacyjna
Karierę reprezentacyjną rozpoczął 27 kwietnia 1974 w meczu przeciwko Francji, zakończonym remisem 3:3. 13 listopada 1974 zagrał w spotkaniu towarzyskim przeciwko Polsce, w którym zdobył bramkę. Spotkanie to zakończyło się remisem 2:2. Po zagraniu w 4 spotkaniach eliminacyjnych, w 1976 został powołany przez trenera Václava Ježka na Mistrzostwa Europy 1976 w Jugosławii. Zagrał na turnieju w jednym spotkaniu. Był to finał przeciwko RFN, a Švehlík strzelił pierwszą bramkę w meczu. Po serii rzutów karnych Czechosłowacja wygrała turniej, zdobywając swoje pierwsze i jedyne w historii Mistrzostwo Europy.
Po tym turnieju Švehlík zagrał tylko raz w drużynie narodowej. Miało to miejsce 5 maja 1979 w Moskwie, przeciwko reprezentacji Związku Radzieckiego. Ten mecz Czechosłowacja przegrała 0:3. Łącznie w latach 1974–1979 zagrał w 17 spotkaniach reprezentacji Czechosłowacji, w których strzelił 4 bramki.
| Mecze i gole w reprezentacji | Mecze i gole w reprezentacji | Mecze i gole w reprezentacji | Mecze i gole w reprezentacji | Mecze i gole w reprezentacji | Mecze i gole w reprezentacji | Mecze i gole w reprezentacji |
| #                            | Data                         | Miasto                       | Przeciwnik                   | Gol                          | Wynik                        | Rozgrywki                    |
| ---------------------------- | ---------------------------- | ---------------------------- | ---------------------------- | ---------------------------- | ---------------------------- | ---------------------------- |
| 1.                           | 27.04.1974                   | Praga                        | Francja                      |                              | 3:3                          | towarzyski                   |
| 2.                           | 20.05.1974                   | Odessa                       | ZSRR                         |                              | 1:0                          | towarzyski                   |
| 3.                           | 25.09.1974                   | Praga                        | NRD                          |                              | 3:1                          | towarzyski                   |
| 4.                           | 13.10.1974                   | Bratysława                   | Szwecja                      | Gol · Gol                    | 4:0                          | towarzyski                   |
| 5.                           | 30.10.1974                   | Londyn                       | Anglia                       |                              | 0:3                          | El. ME 1976                  |
| 6.                           | 13.11.1974                   | Praga                        | Polska                       | Gol                          | 2:2                          | towarzyski                   |
| 7.                           | 20.12.1974                   | Teheran                      | Iran                         |                              | 1:0                          | towarzyski                   |
| 8.                           | 31.03.1975                   | Praga                        | Rumunia                      |                              | 1:1                          | towarzyski                   |
| 9.                           | 20.04.1975                   | Praga                        | Cypr                         |                              | 4:0                          | El. ME 1976                  |
| 10.                          | 07.06.1975                   | Wiedeń                       | Austria                      |                              | 0:0                          | towarzyski                   |
| 11.                          | 24.09.1975                   | Brno                         | Szwajcaria                   |                              | 1:1                          | towarzyski                   |
| 12.                          | 23.11.1975                   | Limassol                     | Cypr                         |                              | 3:0                          | El. ME 1976                  |
| 13.                          | 27.03.1976                   | Paryż                        | Francja                      |                              | 2:2                          | towarzyski                   |
| 14.                          | 07.04.1976                   | Lipsk                        | NRD                          |                              | 0:0                          | El. IO 1976                  |
| 15.                          | 22.05.1976                   | Kijów                        | ZSRR                         |                              | 2:2                          | El. ME 1976                  |
| 16.                          | 20.06.1976                   | Belgrad                      | RFN                          | Gol                          | 2:2                          | ME 1976                      |
| 17.                          | 05.05.1979                   | Moskwa                       | ZSRR                         |                              | 0:3                          | towarzyski                   |

## Kariera trenerska
Švehlík jako trener trzykrotnie przejmował Slovan Bratysława w latach 1997, 1998 oraz 2002. Za każdym razem była to praca tymczasowa, bez większych sukcesów.

## Sukcesy
Slovan Bratysława
- Mistrzostwo Československá futbalová liga (3): 1969/70, 1973/74, 1974/75
- Puchar Czechosłowacji (2): 1973/74, 1981/82
- Finał Pucharu Czechosłowacji (3): 1969/70, 1971/72, 1975/76

Dukla Praga
- Mistrzostwo Československá futbalová liga (1): 1976/77